# Opelousas
Opelousas ist eine Stadt mit dem Status City und Sitz der Countyverwaltung (County Seat) im St. Landry Parish im US-Bundesstaat Louisiana. Das U.S. Census Bureau hat bei der Volkszählung 2020 eine Einwohnerzahl von 15.786 ermittelt.

## Geographie
Opelousas liegt direkt an der Interstate 49 und am U.S. Highway 190. Lafayette ist 35 Kilometer in südlicher Richtung entfernt.

## Geschichte
Ureinwohner der Gegend war der kleine Indianerstamm der Opelousa (auch als Appalousa bezeichnet). Französische Trapper nutzten den Ort schon um 1690 als Handelsplatz mit den Indianern und nannten ihn nach diesem Volk Opelousas. In den 1700er und 1800er Jahren siedelten sich Einwanderer aus Spanien und Deutschland sowie Akadier aus Kanada und Kreolen an. Französische Siedler kamen zusammen mit afrikanischen Sklaven, die auf Baumwollplantagen eingesetzt wurden. Opelousas wurde im Jahr 1805 zum Verwaltungssitz des St. Landry Parish bestimmt.
Als während des Amerikanischen Bürgerkriegs die Stadt Baton Rouge an die Nordstaaten fiel, wurde Opelousas im Jahr 1862 vorübergehend die Hauptstadt des Bundesstaates. Nach Ende des Bürgerkriegs und der Unabhängigkeit der Sklaven kam es insbesondere aufgrund der nachlassenden Wirtschaftskraft zu sozialen Spannungen. Das Gemisch vieler verschiedener ethnischer Gruppen wirkte sich andererseits bis in die Gegenwart positiv aus, insbesondere im Bereich der Kochkunst und der Musik. So gibt sich Opelousas die Spitznamen The Spice Capital of Louisiana (Gewürz-Hauptstadt von Louisiana) und Zydeco Capital of the World (Welthauptstadt des Zydeco). Jährliche Festivals mit diesen Schwerpunkten werden von Einheimischen und Touristen gerne besucht.
Viele historisch wertvolle Gebäude, beispielsweise das Old Federal Building und das Edward Benjamin Dubuisson House sind in der Liste der Einträge im National Register of Historic Places im St. Landry Parish aufgeführt.

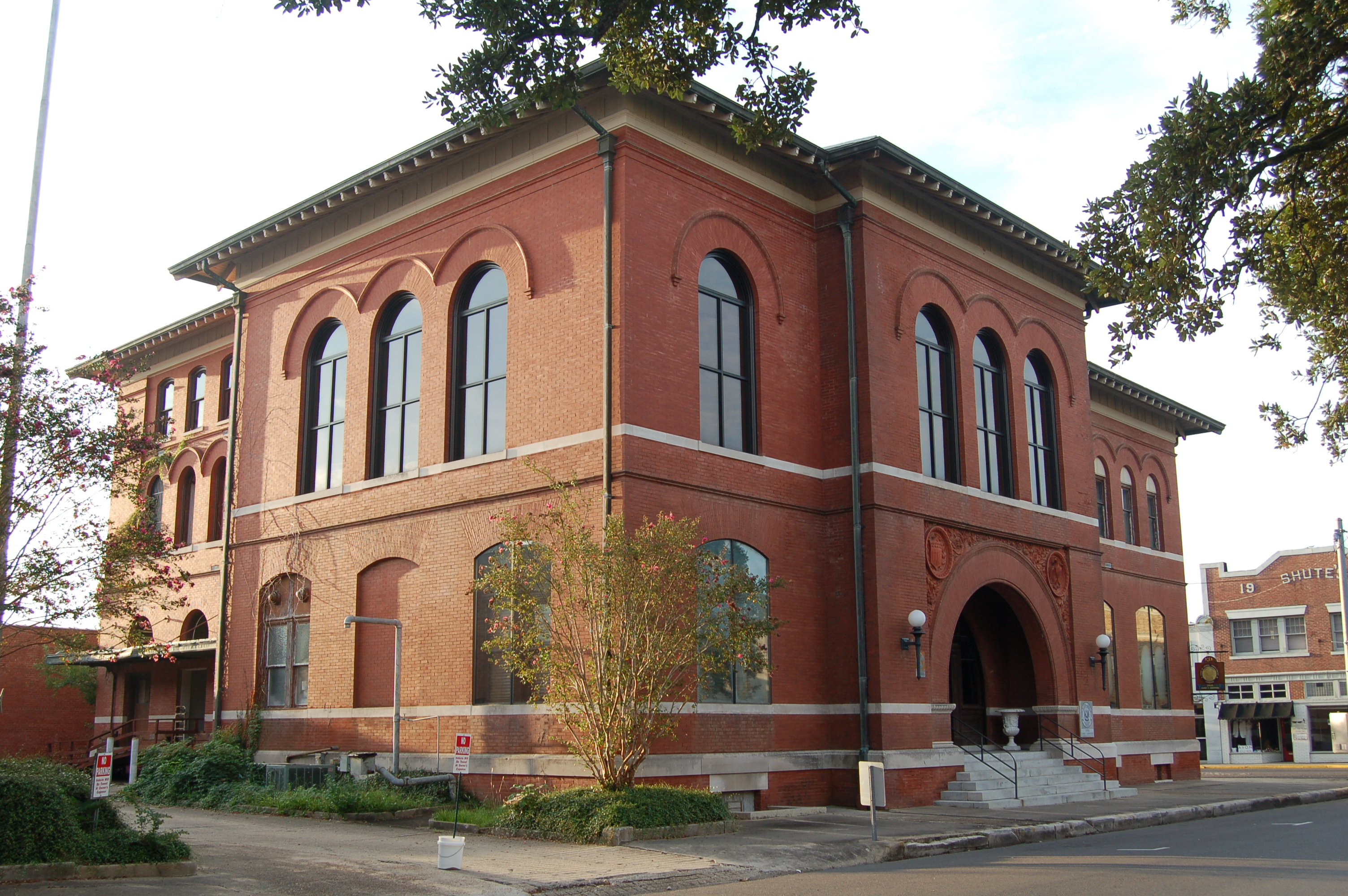
Old Federal Building
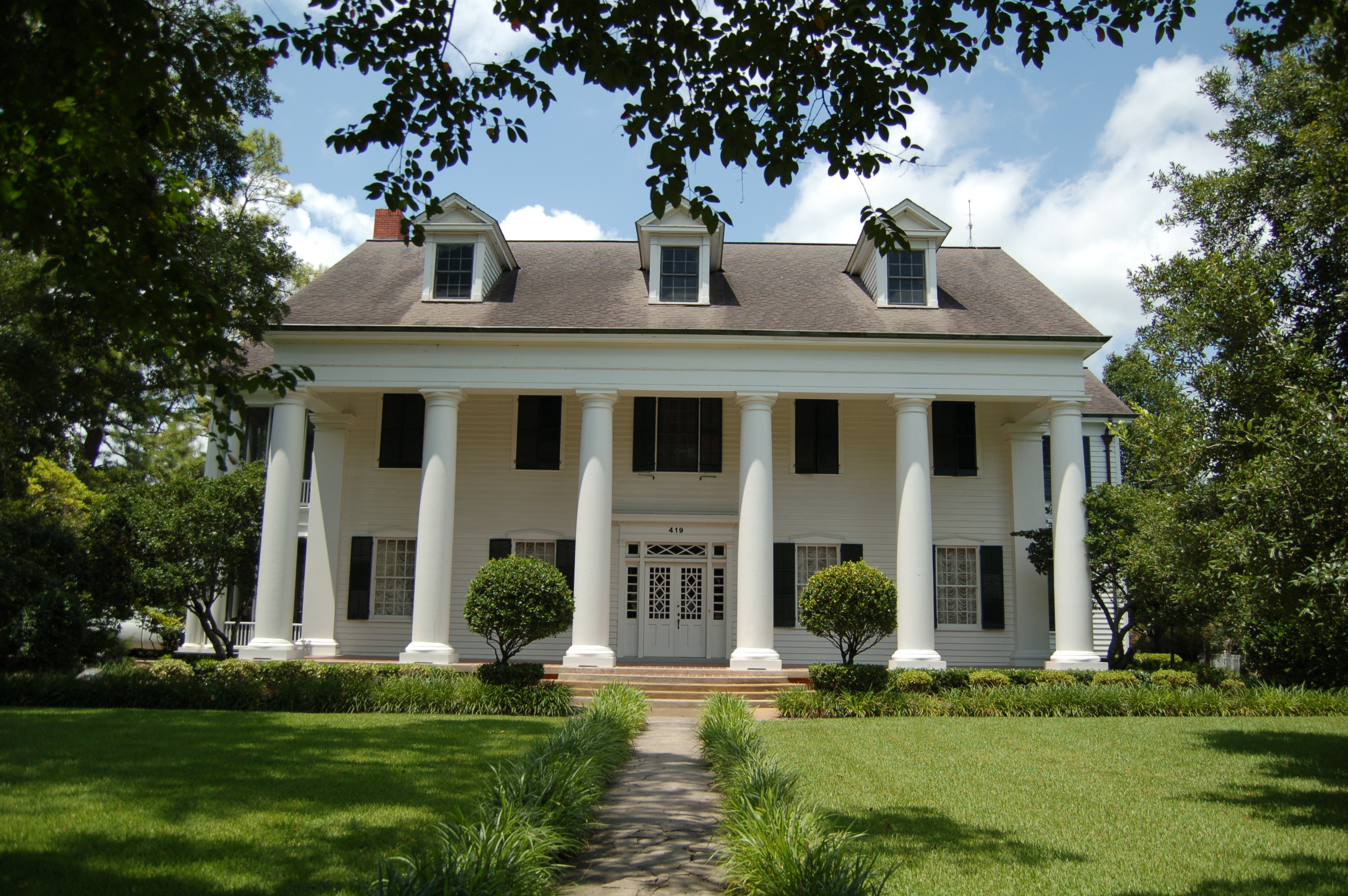
Edward Benjamin Dubuisson House

## Demografische Daten
Im Jahr 2013 wurde eine Einwohnerzahl von 16.493 Personen ermittelt, was einer Abnahme um 27,9 % gegenüber 2000 entspricht. Das Durchschnittsalter lag 2013 mit 32,4 Jahren unterhalb des Wertes von Louisiana, der 36,0 Jahre betrug. Mehr als 75 % der Einwohner sind Afroamerikaner. 8,5 % der Bewohner gehen auf Einwanderer aus Frankreich zurück.

## Söhne und Töchter der Stadt
- Edward T. Lewis (1834–1927), Politiker
- Charles E. Nash (1844–1913), Politiker
- H. Garland Dupré (1873–1924), Politiker
- Georgia Ann Robinson (1879–1961), Polizistin
- Henry D. Larcade (1890–1966), Politiker
- Richard Eastham (1916–2005), Schauspieler
- William J. Ballard (1922–2006), Musikpädagoge
- Clifton Chenier (1925–1987), Zydeco-Musiker
- Dominic Carmon SVD (1930–2018), Weihbischof in New Orleans
- Harry Swinney (* 1939), Physiker
- Charles Michael Jarrell (* 1940), Bischof
- Paul Prudhomme (1940–2015), Kochbuchautor
- Rod Milburn (1950–1997), Leichtathlet
- CeeDee Lamb (* 1999), Footballspieler
- Keon Coleman (* 2003), Footballspieler